# Slobozia (Stoenești), Argeș
Slobozia este un sat în comuna Stoenești din județul Argeș, Muntenia, România. Satul are cam 500 de locuitori și este situată pe valea Dâmboviței în nordul comunei.

## Etimologie
Forma veche a numelui este Slobozie (provenit de la cuvântul slobod). Legenda spune că pe teritoriul acestui sat, Mihai Viteazul a dat liber „slobod” armatei sale pentru refacere, în perioada cât domnitorul împreună cu armata s-au retras pe teritoriul comunei Stoenești pentru a primi întăriri din partea principelui Transilvaniei și a domnitorului Moldovei. Această retragere a avut loc după bătălia de la Călugăreni.

## Istoric
În trecut făcea parte din comuna Bădeni Ungureni. Acest nume se datorează faptului că locuitorii din satele acestei comune erau în majoritatea lor refugiați transilvăneni. 
De fapt satul s-a format prin așezarea unor familii de refugiați pe văile unor torente care coboară din munții de la est spre râul Dâmbovița, care curge în partea de vest a satului. Numele familiilor așezate pe văile acestor torente au dat mai târziu și toponimele pentru aceste văi. Într-o enumerare de la sud spre nord acestea sunt: „Pârâul Contanilor, Pârâul Morcoveștilor, Valea Jocilor, Pârâul Neguleților”. De aici se poate deduce că primele familii care au format satul au fost: „Contanu, Morcov, Jocu și Neguleț”.